# Gérard Greindl
Pour les articles homonymes, voir Greindl.
Le baron Gérard Greindl, né le 10 novembre 1916 à Ixelles et mort le 13 mai 1948 à Singa-Betina (territoire de Libenge au Congo belge), est un aviateur belge. Il participe à la Seconde Guerre mondiale comme pilote militaire de bombardiers moyens et lourds, avant d'être engagé comme pilote civil à la Sabena sur la ligne aérienne Belgique-Congo.

## Biographie
Gérard Antoine Paul Greindl, né 10 novembre 1916 à Ixelles, est le fils de Paul Greindl et d'Isabelle de Burlet. Du côté paternel, il est le petit-fils de Jules Greindl, ministre d'État proche du roi Léopold II et du côté maternel, de Jules de Burlet, Premier ministre belge. Il a cinq frères et une sœur : Françoise, Jean, Pierre, Baudouin et Albert. Ils sont élevés dans le respect des traditions de l'honneur militaire. Son frère Baudouin s'engage dans le camp des nationalistes de Franco lors de la guerre d'Espagne, durant laquelle il perd la vie en 1937. Son autre frère, Jean, paie de sa vie son action dans la Résistance au sein du Réseau Comète. Il se marie à Lillois avec Jacqueline de Meeûs le 1er décembre 1944 qui lui donne deux filles : Isabelle et Titane.
Il fait ses études scientifiques en humanités à l’Institut Saint-Louis de Bruxelles. En avril 1937, à 22 ans, Gérard Greindl entre dans l'aviation militaire belge en suivant des cours à l'école de pilotage de Wevelgem, puis à l'école de Gossoncourt. Il décroche son brevet élémentaire de pilote d’avion et son brevet militaire en 1938. Il est promu sous-lieutenant en mars 1939.

### Seconde Guerre mondiale
Il se trouve à l'école de Gossoncourt quand la Belgique est envahie le 10 mai 1940. Il participe à plusieurs sorties au cours desquelles il fait preuve de vaillance à bord d'avions démodés face à la supériorité technique de la Luftwaffe. Après la campagne des dix-huit jours, il réussit à s'évader de Belgique en passant par les Pyrénées, l'Espagne et le Portugal. Il rejoint le Congo belge puis passe en Afrique du sud où il s'engage dans la section sud-africaine de la Royal Air Force. À bord de bombardiers moyens Boston, il prend part à la campagne d'Afrique du nord et à de nombreuses actions de bombardement lors de la première bataille d'El Alamein. Lors de la seconde bataille d'El Alamein, il dépose un rideau de fumée avec son avion protégeant les troupes australiennes au sol. Il est ensuite promu squadron leader de sa formation de Boston. Il participe au reste de la campagne d'Afrique du nord amenant les alliés à la victoire finale en Tunisie.
Après un stage d'entraînement à Littleton, il participe à sa demande à des opérations de bombardement lourd nocturne à bord de B-24 Liberator. Un second tour d'opération l'amène sur le théâtre d'opération méditerranéen et à des bombardements en l'Italie et dans les Balkans (en Hongrie, Yougoslavie, Grèce et Roumanie). Il participe ensuite aux bombardements au-dessus de l'Allemagne. Lors de l'insurrection de Varsovie en 1944, il ravitaille à basse altitude les patriotes polonais à deux reprises et sort seul survivant de cette action héroïque. À la fin de la Seconde Guerre mondiale, il contribue au ravitaillement des partisans de Tito par des parachutages de vivres et de munitions à bord de DC3 Dakota. Il est finalement promu au grade de major aviateur.

### L'après-guerre
Entre août 1945 et décembre 1945, il réintègre brièvement la Force aérienne belge. Il part ensuite au Congo belge pour gérer une exploitation agricole à Kamami, au Lomami. Gérard Greindl y assure aussi des transports par air pour une société aérienne privée, avant de rentrer en Belgique où il est engagé par la Sabena comme pilote pour la ligne Belgique-Congo.
Il meurt le 13 mai 1948 au cours d'une mission sur cette ligne quand son avion, un DC-4, approchant de l'escale de Libenge au Congo, est pris dans une tornade qui le plaque au sol. La catastrophe aérienne de Libenge fait au total 31 morts sur les 32 personnes présentes. Gérard Greindl avait à son actif plusieurs milliers d'heures de vol et avait effectué 22 liaisons entre la métropole et sa colonie.
Gérard Greindl repose au cimetière de Libenge.

## Hommages et distinctions
Gérard Greindl jouit d'une grande renommée dans le milieu aéronautique, pour l'audace de ses actions durant la Seconde Guerre mondiale. Sa biographie, parue dans la Biographie Belge d'Outre-Mer, indique qu'il était un pilote d'un grand courage et d'une habileté éprouvée, sa disparition ayant entraîné un grand regret dans l'aviation belge et congolaise.
Les distinctions suivantes lui ont été attribuées:
- Chevalier de l'Ordre de l'Etoile africaine avec palme (Congo belge) ;
- Croix de Guerre avec palmes (Belgique) ;
- Distinguished Flying Cross (Royaume-Uni) ;
- 1939-1945 Star (Royaume-Uni) ;
- Africa Star with clasp (Royaume-Uni) ;
- African General Service Medal (Royaume-Uni) ;
- Italy Star (Royaume-Uni).